# Синільник Андрій Дмитрович
Синільник Андрій Дмитрович — кандидат сільськогосподарських наук, доцент.
Народився 11 грудня 1927 року в с. Згурівка Яготинського району Київської області в селянській родині. У 1947 р. закінчив середню школу і поступив на перший курс агрономічного факультету Київського сільськогосподарського інституту, який закінчив у 1952 р.
З травня по грудень 1952 р. працював агрономом-ентомологом, а до листопада 1954 р. — головним агрономом МТС Чернелицького (тепер Городенківського) району Івано-Франківської області.
З листопада 1954 р. по серпень 1959 р. викладач рослинництва Тальнівського сільськогосподарського технікуму Черкаської області. З вересня 1959 р. викладач землеробства Млинівського сільськогосподарського технікуму Рівненської області.
З березня 1967 р. працював старшим викладачем кафедри основ сільськогосподарського виробництва Кременецького педагогічного інституту, а з вересня 1968 р. по липень 1976 р. на посаді доцента цієї ж кафедри (із 1969 р. Тернопільського педагогічного інституту після перебазування до м. Тернополя). З липня 1976 р. по червень 1982 р. доцент кафедри сільськогосподарського виробництва і методики викладання природничих дисциплін. З липня 1976 по червень 1982 pp. доцентом кафедри ботаніки. З червня 1982 р. по жовтень 1987 р. доцент кафедри основ сільськогосподарського виробництва і методики викладання природничих дисциплін. З жовтня 1987 р. до липня 1999 р. доцент кафедри ботаніки Тернопільського педінституту (Тернопільський національний педагогічний університет імені Володимира Гнатюка).
Нагороджений медаллю «Ветеран праці» (1986 p.).
Автор понад 50 наукових праць.